# Ивенский сельсовет
Ивенский сельсовет — сельское поселение в Моршанском районе Тамбовской области Российской Федерации.
Административный центр — село Ивенье.

## История
Статус и границы сельского поселения установлены Законом Тамбовской области от 17 сентября 2004 года № 232-З «Об установлении границ и определении места нахождения представительных органов муниципальных образований в Тамбовской области».

## Население
| 2010  | 2012  | 2013  | 2014  | 2015  | 2016  | 2017  |
| ----- | ----- | ----- | ----- | ----- | ----- | ----- |
| 1508  | ↘1494 | ↗1514 | ↘1458 | ↘1454 | ↘1438 | →1438 |
| 2018  | 2019  | 2020  | 2021  |       |       |       |
| ↘1421 | ↘1401 | ↘1389 | ↗1615 |       |       |       |

## Состав сельского поселения
| № | Населённый пункт             | Тип населённого пункта       | Население |
| - | ---------------------------- | ---------------------------- | --------- |
| 1 | Гумны                        | село                         | 377       |
| 2 | Ивенье                       | село, административный центр | ↘501      |
| 3 | Питерское                    | село                         | ↘610      |
| 4 | Сокольниковского лесничества | посёлок                      | 20        |